# Euleimonios truculentus
Euleimonios truculentus är en insektsart som beskrevs av Fletcher och Condello 1994. Euleimonios truculentus ingår i släktet Euleimonios och familjen dvärgstritar. Inga underarter finns listade i Catalogue of Life.